# Steve Mvoué
Steve Régis Mvoué, né le 2 février 2002 à Yaoundé, est un  footballeur international camerounais qui joue au poste de milieu de terrain au Paris 13 Atletico.

## Biographie

### En club
Mvoué rejoint l'académie de l'Azur Star de Yaoundé à l'âge de quatre ans. Il joue d'abord au poste de défenseur central, avant de se voir repositionné, faute de place, au milieu de terrain.
Il suit en parallèle des cours d’anglais et une formation en informatique.
Le 4 juillet 2019, il signe un accord préalable avec le Toulouse FC, lui permettant de rejoindre l'équipe à son 18e anniversaire en février 2020.
Le 7 septembre 2022, il signe au RFC Seraing. Fin janvier 2024, le club et le joueur décident d'un commun accord de se séparer.

### En sélection nationale
Avec les moins de 17 ans, Mvoué participe à la Coupe d'Afrique des moins de 17 ans en 2019. Lors de cette compétition organisée en Tanzanie, il joue quatre matchs. Il se met en évidence lors de la phase de poule, en inscrivant un but et en délivrant une passe décisive contre la Guinée, puis en délivrant une autre passe décisive contre le Maroc. Le Cameroun remporte le tournoi en battant la Guinée en finale, après une séance de tirs au but.
Grâce à ses bonnes performances, il est nommé meilleur joueur de cette Coupe d'Afrique des nations. Il se voit également nommé "Homme du match" à deux reprises, contre la Guinée en match de groupe et lors de la finale.
Quelques mois plus tard, il dispute la Coupe du monde des moins de 17 ans qui se déroule au Brésil. Lors de cette compétition, il joue trois matchs, avec un bilan peu reluisant de trois défaites.
Mvoue reçoit sa première sélection en équipe nationale camerounaise lors d'une victoire 2 à 1 en match amical contre la Zambie, le 9 juin 2019.

## Palmarès
- Vainqueur de la Coupe d'Afrique des moins de 17 ans en 2019 avec l'équipe du Cameroun des moins de 17 ans
- Élu meilleur joueur de la Coupe d'Afrique des nations des moins de 17 ans 2019
- Champion de France de Ligue 2, 2021-2022 avec le Toulouse FC [8],[9]

## Statistiques
| Saison                | Club                  | Championnat           | Championnat | Championnat | Championnat | Coupe(s) nationale(s) | Coupe(s) nationale(s) | Coupe(s) nationale(s) | Autres compétitions | Autres compétitions | Autres compétitions | Autres compétitions | Total | Total | Total |
| Saison                | Club                  | Division              | M.          | B.          | P.d.        | M.                    | B.                    | P.d.                  | Comp.               | M.                  | B.                  | P.d.                | M.    | B.    | P.d.  |
| 2020-2021             | Toulouse FC           | Ligue 2               | 1           | 0           | 0           | 4                     | 0                     | 0                     | BR                  | -                   | -                   | -                   | 5     | 0     | 0     |
| 2021-2022             | Toulouse FC           | Ligue 2               | 3           | 1           | 0           | 4                     | 0                     | 0                     | -                   | -                   | -                   | -                   | 7     | 1     | 0     |
| Sous-total            | Sous-total            | Sous-total            | 4           | 1           | 0           | 8                     | 0                     | 0                     | -                   | -                   | -                   | -                   | 12    | 1     | 0     |
| 2022-2023             | RFC Seraing           | Division 1A           | 22          | 1           | 0           | 2                     | 0                     | 0                     | -                   | -                   | -                   | -                   | 24    | 1     | 0     |
| 2023-2024             | RFC Seraing           | Division 1B           | 7           | 0           | 0           | -                     | -                     | -                     | -                   | -                   | -                   | -                   | 7     | 0     | 0     |
| Sous-total            | Sous-total            | Sous-total            | 29          | 1           | 0           | 2                     | 0                     | 0                     | -                   | -                   | -                   | -                   | 31    | 1     | 0     |
| Total sur la carrière | Total sur la carrière | Total sur la carrière | 33          | 2           | 0           | 10                    | 0                     | 0                     | -                   | -                   | -                   | -                   | 43    | 2     | 0     |

## Vie privée
La mère de Mvoue, Regine Mvoue, était une footballeuse internationale camerounaise. Son frère, Stéphane Zobo, est également footballeur, passé par l'académie du Toulouse FC et jouant désormais pour Les Herbiers (N2).

## Personnalité et style de jeu
Son coéquipier en sélection, le gardien de but Jacques-Bruno Mbeupap, parle de lui en ces termes : c'est « le modèle, un exemple dans la sélection, un meneur d’hommes. C’est la rigueur. C’est la discipline ».
Son élégance et sa simplicité sont également des qualités qui lui sont attribuées.